# Eupithecia herefordaria
Eupithecia herefordaria är en fjärilsart som beskrevs av Samuel E. Cassino och Louis W. Swett 1923. Eupithecia herefordaria ingår i släktet Eupithecia och familjen mätare. Inga underarter finns listade i Catalogue of Life.